# Luciana dos Santos
Luciana Alves dos Santos (née le 10 février 1970 à Ilhéus) est une athlète brésilienne spécialiste du saut en longueur et du triple saut. Elle a également été membre de l'équipe brésilienne de relais 4 × 100 mètres, et a détenu du 10 juillet 2004 au 18 août 2013 le record d'Amérique du Sud de la discipline avec 42 s 97 réalisés à Bogota en compagnie de Lucimar de Moura, Katia Regina Santos et Rosemar Coelho Neto.

## Biographie

### Palmarès
| Date | Compétition                            | Lieu           | Résultat | Épreuve     | Performance |
| ---- | -------------------------------------- | -------------- | -------- | ----------- | ----------- |
| 1989 | Championnats d'Amérique du Sud juniors | Montevideo     | 3e       | Longueur    | 5,64 m      |
| 1991 | Championnats d'Amérique du Sud         | Manaus         | 2e       | Longueur    | 5,78 m      |
| 1994 | Championnats ibéro-américains          | Mar del Plata  | 2e       | Longueur    | 6,18 m      |
| 1994 | Championnats ibéro-américains          | Mar del Plata  | 2e       | Triple saut | 12,90 m     |
| 1995 | Championnats d'Amérique du Sud         | Manaus         | 2e       | Longueur    | 6,16 m      |
| 1995 | Championnats d'Amérique du Sud         | Manaus         | 2e       | Triple saut | 13,07 m     |
| 1995 | Universiade d'été                      | Fukuoka        | 11e      | Longueur    | 5,80 m      |
| 1996 | Championnats ibéro-américains          | Medellín       | 3e       | Longueur    | 6,24 m      |
| 1997 | Championnats d'Amérique du Sud         | Mar del Plata  | 3e       | Triple saut | 13,30 m     |
| 1999 | Championnats d'Amérique du Sud         | Bogota         | 2e       | Longueur    | 6,81 m      |
| 1999 | Championnats d'Amérique du Sud         | Bogota         | 1re      | Triple saut | 13,90 m     |
| 2000 | Championnats ibéro-américains          | Rio de Janeiro | 3e       | Longueur    | 6,28 m      |
| 2000 | Championnats ibéro-américains          | Rio de Janeiro | 2e       | Triple saut | 13,46 m     |
| 2001 | Championnats d'Amérique du Sud         | Manaus         | 2e       | Longueur    | 6,10 m      |
| 2001 | Championnats d'Amérique du Sud         | Manaus         | 2e       | Triple saut | 13,48 m     |
| 2002 | Championnats ibéro-américains          | Guatemala      | 3e       | Triple saut | 13,53 m     |
| 2003 | Championnats d'Amérique du Sud         | Barquisimeto   | 9e       | Longueur    | 5,36 m      |
| 2003 | Championnats d'Amérique du Sud         | Barquisimeto   | 2e       | Triple saut | 13,42 m     |
| 2004 | Championnats ibéro-américains          | Huelva         | 5e       | Longueur    | 6,34 m      |
| 2004 | Championnats ibéro-américains          | Huelva         | 3e       | 4 × 100 m   | 44 s 13     |
| 2005 | Championnats d'Amérique du Sud         | Cali           | 3e       | 100 m       | 11 s 46     |
| 2005 | Championnats d'Amérique du Sud         | Cali           | 1re      | Longueur    | 6,39 m      |
| 2005 | Championnats d'Amérique du Sud         | Cali           | 2e       | 4 × 100 m   | 44 s 35     |
| 2005 | Championnats du monde                  | Helsinki       | 5e       | 4 × 100 m   | 42 s 99     |
| 2006 | Championnats ibéro-américains          | Ponce          | 2e       | Longueur    | 6,25 m      |
| 2007 | Championnats d'Amérique du Sud         | São Paulo      | 1re      | 4 × 100 m   | 43 s 54     |
| 2007 | Jeux panaméricains                     | Rio de Janeiro | 6e       | 4 × 100 m   | 44 s 14     |
| 2008 | Championnats ibéro-américains          | Iquique        | 2e       | 4 × 100 m   | 44 s 99     |

### Records
| Épreuve          | Performance | Lieu                  | Date         |
| ---------------- | ----------- | --------------------- | ------------ |
| 100 mètres       | 11 s 40     | Cochabamba            | 30 mai 2004  |
| Saut en hauteur  | 1,86 m      | Medellín              | 10 mai 1996  |
| Saut en longueur | 6,81 m      | Bogota                | 29 juin 1999 |
| Triple saut      | 14,01 m     | São José do Rio Preto | 18 juin 2000 |